# Gypona inornata
Gypona inornata är en insektsart som beskrevs av Carl Stål 1862. Gypona inornata ingår i släktet Gypona och familjen dvärgstritar. Inga underarter finns listade i Catalogue of Life.